# Dysmicoccus badachshanicus
Dysmicoccus badachshanicus är en insektsart som beskrevs av Nurmamatov 1978. Dysmicoccus badachshanicus ingår i släktet Dysmicoccus och familjen ullsköldlöss. Inga underarter finns listade i Catalogue of Life.